# Smilax bella
Smilax bella är en enhjärtbladig växtart som beskrevs av James Francis Macbride. Smilax bella ingår i släktet Smilax och familjen Smilacaceae. Inga underarter finns listade.